# 박나리
박나리는 국립발레단에서 활동 중인 대한민국의 발레 무용수이다.

## 경력
- 2005년 한국예술종합학교 졸업 후 국립발레단 입단[1]
- 2008년 싱가폴 댄스 시어터 입단
- 2010년 국립발레단 재입단

## 수상
- 2004년 상하이국제콩쿠르 파이널
- 2005년 동아무용콩쿠르 동상
- 2005년 나고야국제콩쿠르 파이널

## 작품
- 지젤 ... 패전트
- 백조의 호수 ... 24마리 백조, 스페인공주
- 호두까기 인형 ... 사탕요정 역, 할리퀸
- 심포니인 C ... 1악장 (안무 조지발란신)
- 세레나데 ... (안무 조지발란신)
- Glow Stop ...
- A million kisses to my skin ...
- Double Contrast...
- Unknown Teratory...
- Living Green...
- Peal...한국을 빛낸 발레스타 / 안무 조주현